# Mecyna arroundella
Mecyna arroundella is een vlinder uit de familie van de grasmotten (Crambidae). De wetenschappelijke naam van deze soort is voor het eerst voorgesteld als Pyrausta arroundella door A. Schmidt in een publicatie uit 1934.
De soort komt voor in Marokko (Hoge Atlas) en Algerije